# Нос
Вижте пояснителната страница за други значения на Нос.
Носът (на латински: nasus) е анатомичен орган на дишането и обонянието у гръбначните животни и човека. Той е външно разположената част на дихателната система, с която започва въздухоносният път. Разположен е върху лицевата част на главата и е свързан със слъзния апарат, фаринкса и синусите посредством каналчета.

## Анатомично устройство
Състои се от външна изпъкнала част, наречена външен нос и вътрешна част – носна кухина .

### Външен нос
Външният нос (на латински: nasus externus) свързва дихателните пътища с околната среда. Той се намира в средата на лицето, разположен между очите и над устата. Отличава се с наличието на чифтни носни отвори, които отвеждат преминаващия въздух назад в двете половини на носната кухина. При човека е добре оформен и има форма на своеобразна тристенна пирамида. Макар че съществуват известни индивидуални колебания при отделните индивиди, носът се състои се от:
- Основа (на латински: basis nasi), насочена надолу.
- Корен (на латински: radix nasi) – разположен върху двете очници.
- Връх (на латински: apex nasi) – най-изпъкналата част на носа.
- Гръб (на латински: dorsum nasi) – свързващ корена и върха на носа.

Странично от гърба на носа се разполагат лявата и дясната страна, които встрани от върха преминават в съответното крило на носа (на латински: alae nasi).

#### Скелет
Скелетът на външния нос е изграден от кости (ossa nasale) и хрущяли. Стените на външния нос имат за основа лицевите кости. Покривът е изграден от двете носни кости, а по-назад от предните части на челните кости. Той служи за дорзална стена на носната кухина. Лявата и дясната област на външния нос, които са преки продължения на неговия покрив, изграждат същевременно страничните стени на носната кухина. Тяхната костна основа се дава от части на резцовата, горночелюстната, скуловата и слъзната кост. Страничните стени в предната част не притежават костна основа. На това място твърдата основа се подсигурява от страничните носни хрущяли. Назад трите части на външния нос преминават в корена на носа – radix nasi. Той се намира между двете очни орбити и за основа му служат части от челната и решетъчната кост.
Носните хрущяли допълват страничните стени на носната кухина. Служат за опора на меките тъкани – кожа, фасции и мускулатура. Една от най-важните функции е да поддържат входовете на носната кухина винаги отворени. Носните хрущяли, а също и хрущялната част от разделната носна преграда са изградени от хиалинен хрущял. Хрущялите на носа биват:
- Латерален хрущял – той е двоен, с триъгълна форма, и се разполага пред и под долния край на носовите кости. Участва в изграждането на латералните страни на носа.
- Голям хрущял на крилото – също двоен, разполага се под страничния хрущял на носа и участва в изграждането на страничната стена и ноздрите.
- Малки хрущяли на крилото – представлява 2 – 3 двойки хрущяли, разположени назад и странично от големия хрущял на крилото.
- Добавъчни хрущяли – разположени са между латералния хрущял и големия хрущял на крилото.
- Хрущял на преградата – изгражда предната част на преградата на носовата кухина и заедно с ралниковия хрущял формират подвижната част на преградата на носа.

#### Носни отвори (ноздри)
Ноздрите (на латински: nares, ед.ч. на латински: naris) от медиалната страна имат за твърда основа края на носната преграда, а странично – основните части на левите и десни странични носни хрущяли. Отвън са покрити с кожа и формират кожните гънки, които обграждат носните отвори. При различните видове животни ноздрите са с различна форма. Ето защо кожните гънки са разположени в различни посоки – латерално и медиално (ala naris lateralis et medialis) или дорзално и вентрално (ala naris dorsalis et ventralis). Двата носни отвора са разделени един от друг чрез различно широка преграда (septum narum), която е продължение на носната разделна преграда. Между отворите и горната устна при някои видове животни се намира носното огледало. Отделно при едни видове е само носно (planum nasale), при други е носно-устно (planum naso-labiale), а при трети е рилно поле (planum rostrale). Разширяването и стесняването на носните отвори се извършва от действието на лицевите мускули, мускулите на горната устна и главно от контракциите на специалните носни мускули – mm. nasales. Носните отвори водят в преддверието на носната кухина.

### Носна кухина
Носната кухина (на латински: cavum nasi) е разделена от носна преграда (на латински: septum nasi) на две половини – лява и дясна камера, които макар и симетрични в повечето случаи не са съвършено еднакви. Всяка от половините има по два отвора: преден – ноздра и заден – хоана (на старогръцки: χοάνη – фуния), посредством която комуникира с кухината на глътката, и четири стени – външна, вътрешна, горна и долна. Носната кухина е разположена изцяло в лицевия череп, дорзално на устната кухина. На преградата се различават костна (на латински: pars ossea, задната част), хрущялна (на латински: pars cartilaginea, предната част) и фиброзна част (на латински: pars membranacea). Носната преграда започва назад от перпендикулярната плоча на решетъчната кост и се насочва напред, като се залавя дорзално за вътрешната повърхност на покрива на носната кост. Вентрално се полага в браздата на ралника. При някои видове животни с напредване на възрастта е възможно и хрущялната част на носната преграда да вкостее. Началната част на носовата кухина се нарича преддверие. Нагоре и встрани се ограничава от праг на носа, образуван от горния ръб на големия хрущял на крилото.
Характерно за устройството на носната кухина е, че нейната стена по цялото си протежение има твърда костна основа, което я държи винаги широко отворена. Покривът и страничните стени се дават от костите на лицевия череп. Подът се дава изцяло от костното небце, което се образува от части на резцовата, горночелюстната и небцовата кост. Медиалните стени се дават от носната преграда. Назад носната кухина е затворена от ситовидния лабиринт. За граница между нея и черепната кухина служи напречно разположената ситовидна плоча на решетъчната кост. Вътрешната повърхност на носната кухина е обширна. Тя се увеличава значително от наличието на навитите кости.

#### Преддверие
Преддверието (на латински: vestibulum nasi) е частта на носната кухина, която започва от ноздрите и навлиза няколко сантиметра в носната кухина. Тази част на кухината има морфологична особеност в хистологичния строеж и е постепенен преход между кожата на носа и лигавицата. Тук се намират къси нежни косми – vibrissae, които изпълняват защитна роля в механичното почистване на вдишания въздух. Между каудалната граница на преддверието и началото на същинската носна кухина се намира малък отвор – краят на слъзния канал, който транспортира излишъка от сълзи в носната кухина.

#### Навити кости
Навитите кости (на латински: ossa turbinata) са разположени в носната кухина и водят началото си от решетъчната кост или от страничната стена. Всяка носна половина има обикновено по две големи носни навити кости – дорзална и вентрална. При някои видове има и трета навита кост.
- Дорзална навита кост (на латински: os conchae nasalis dorsalis. Това е удължена напред, спираловидно навита във вид на фунийка костна пластинка. Тя е продължение напред на първата вътрешна извивка на ентомоидалния лабиринт. Закрепена е за вътрешната повърхност на носната кост по нейния надлъжен гребен – crista enthomoidalis.
- Вентрална навита кост (на латински: os conchae nasalis ventralis). За разлика от горната тази кост е самостоятелна и няма връзка с етмоидалния лабиринт. Залавя се по надлъжния гребен на горночелюстната кост – crista conchalis. В предния си край костта е по-широка, назад е по-ниска и завършва в страничната носна стена под етмоидалния лабиринт близо до изхода на носната кухина.
- При някои видове се среща и трета навита кост, която се образува от втората вътрешна извивка на етмоидалния лабиринт. Намира се между задните части на горната и долната раковинни кости.

Навитите носни кости представляват тънки костни пластинки, навити спираловидно около 1,5 – 2 пъти. От двете страни са покрити от носната лигавица. По този начин се образуват три костно-лигавични органа, наречени конхи както следва:
- Дорзална носна конха (на латински: concha nasalis dorsalis). Най-дългата от трите. Напред изтънява и преминава в права лигавична гънка.
- Вентрална носна конха (на латински: concha nasalis ventralis). Започва пред хоаната и върви напред успоредно и близо до дъното на носната кухина. На известно разстояние пред носния вход преминава в две лигавични гънки.
- Средна носна конха (на латински: concha nasalis media). При отделните видове показва известни различия по отношение на дължината и устройството си.

#### Носни ходове
Разположените надлъжно конхи в носната кухина обграждат три носни хода както следва:
- Дорзален носен ход (на латински: meatus nasi dorsalis). Нарича се още обонятелен ход. Представлява тясно пространство, включено между дорзалната конха и покрива на носната кухина. Води към обонятелната лигавица на дъното като завършва сляпо непосредствено до частите на етмоидалния лабиринт.
- Медиален носен ход (на латински: meatus nasi medialis). Намира се между дорзалната и вентралната конха. Назад се разширява и завършва широко в хоаната. Каудалният край на този носен ход при развита средна конха е раздвоен на два клона. В аборалния край на средния носен ход под лигавицата е разположена страничната носна жлеза – gl. lateralis nasi. Нейният изводен канал се отваря напред зад ноздрата при предния край на правата връзка.
- Вентрален носен ход (на латински: meatus nasi ventralis). Това е най-широкият от носните ходове и е като дихателен ход. Разполага се между вентралната конха и дъното на носната кухина.
- Общ носен ход (на латински: meatus nasi communis). Получава се от сливането на трите носни хода. Простира се по цялата дължина между носната разделна стена и медиалните повърхности на носните конхи, а назад достига до етмоидалния лабиринт.

#### Същинска носна кухина
Същинската носна кухина (на латински: cavum nasi proprium) е значително по-голямо каудално продължение на преддверието. Лигавицата тук се подразделя на две области – дихателна и обонятелна.
- Дихателна област (на латински: regio respiratoria). Това е основната част от лигавицата, която се простира от каудалната граница на преддверието до хоаната. В нея са разположени голям брой малки тубулозни слузно-серозни жлези – gll.nasales. На всеки квадратен сантиметър има около 150 жлезички. Техният секрет поддържа постоянна влажност на лигавицата. Проприята носи и голям брой лимфни и кръвоносни съдове, които анастомозират помежду си мрежовидно.
- Обонятелна област (на латински: regio olfactoria). Тази област заема много по-малка част от носната кухина – основно задната горна част, или нейното дъно. В този участък е разположен и сложният етмоидален лабиринт, който е външните и вътрешните навити кости. Лигавицата е по-уплътнена и различно оцветена. Съдържа множество специфични мирисни клетки, които възприемат обонятелните дразнения. Тук са разположени и голям брой разклонени тръбести жлези – gll.olfactoriae. Те отделят слузно-серозен секрет, който поддържа влажна лигавицата.

#### Изход на носната кухина (хоана)
Изходът на носната кухина е обграден от няколко кости. Представлява отвор с неправилна пръстеновидна форма и различни при отделните видове размери. Напред е ограничен от свободния ръб на хоризонталната плоча на небцовата кост, латерално от същия ръб на криловидната кост и от отвесната плоча на небцовата кост. Назад хоаната се ограничава от крилото на ралника и клиновидната кост.

## Околоносни синуси
Околоносните синуси представляват кухини, включени между вътрешната и външната костна плоча на някои плоски черепни кости. Тези кухини пряко или непряко са свързани с носната кухина. Лигавицата от носната кухина навлиза между отдалечените плочи и покрива синусите отвътре. Тя е много тънка, изградена от многослоен ресничест епител и е срастнала с периоста. Изпълнени са с въздух и служат за затопляне на въздуха, който преминава през носната кухина. Служи и за увеличаване на повърхността на главата, с което се създават условия за поместването на редица органи, а отвън – за разширяване местата на залавяне на мускулите на главата.
Синусите са чифтни образувания, които показват възрастови, видови и породни различия. При младите те са с малки размери, като с напредване на възрастта се уголемяват. Степента на развитието им зависи и от други фактори като силата на дъвкателния апарат, големината на корените на зъбите, наличие на рога, развитие на тилния отдел на черепа и други. Наименованието на околоносните синуси се дава от съответните кости. Те биват:
- Горночелюстен (на латински: sinus maxillaris);
- Раковинен (на латински: sinus concharum);
- Челен (на латински: sinus frontalis);
- Небцов (на латински: sinus palatinus);
- Клиновиден (на латински: sinus sphenoidalis);
- Слъзен (на латински: sinus lacrimatis);
- Носен (на латински: sinus nasalis);

Срещат се и други по-малки синусни кухини. При различните видове са развити в различна степен като някои от тях липсват. При човека са развити само четири от тях.

## Кръвоснабдяване
Кръвоснабдяването на външния нос става от клонове на arteria facialis и на arteria phthalmica. Венозната кръв се оттича към vena facialis. Лигавицата на носнатата кухина се кръвоснабдява от arteria sphenopalatina и arteria ethmoidales antterior et posterior.

## Инервация
Сетивните нерви се отделят от I и II клон на t. trigeminus. Симпатиковите нервни влакна идват от plexus caroticus, а парасимпатиковите от ganglion pterygopalatinum. 

## Хистологичен строеж
Вътрешната част на ноздрите е покрита с кожа, по която се разполагат мастни жлези и гъсти косми, които предотвратяват навлизането на едри частици прах навътре в носа.
Във външната част от носа и в носната кухина е разположена носната лигавица (на латински: tunica mucosa olfactoria), която е много добре кръвоснабдена. В нейните дълбоки слоеве са разположени множество малки артерии, които образуват гъста капилярна мрежа непосредствено под лигавичния епител. В лигавицата на долната носна раковина, по свободния ръб на средната носна раковина и по задните части на долната и средната носна раковина са разположени венички, които образуват венозни пещеристи тела. При изпълване с кръв тези пещеристи тела набъбват, носната лигавица увеличава неколкократно обема си, поради което просветът на носната кухина се стеснява. В предната и долната част на носната преграда под лигавицата се намира силно развита артериална и венозна мрежа.
Преддверието е покрито с кутанна лигавица, която е продължение на кожата на носа. Епителът и е многослоен, плосък, вроговен, а проприята е добре развита и обилно кръвоснабдена. Тук се намират косми, мастни и потни жлези. Дихателната област е покрита с еднослоен, многореден призматичен ресничест епител и с единични чашковидни клетки между покривните. Лигавичната повърхност има розов цвят и е покрита с постоянен слузест слой. Проприята съдържа голямо количество ретикуларни и еластинови влакна. В нея се разполагат тубулоалвеоларни серо-муцинозни жлези. Съединителната тъкан на проприята преминава в периоста на костната основа на носната кухина.

## Особености при животните

### Бозайници
При повечето бозайници, носът е орган на обонянието. Когато животното души, въздухът преминава през ноздрите му до носната кухина и обонятелния епител. Достигайки повърхността му ароматните молекули носени с въздушната струя правят контакт с обонятелните рецепторни неврони, които предават свойствата на молекулата чрез електрически импулси до мозъка.
Външният нос не е добре обособен и се слива с лицето. Разположението му позволява да образува покрива, страничните стени и входните отвори на носната кухина. По този начин се обособяват три области на носа – покрив и две страни, които напред преминават в носния връх. Кожата на носния връх между отворите е лишена от косми, пигментирана и разделена от многобройни бразди на малки полета. Тези полета имат различна форма при различните видове и се наричат носно огледало – planum nasale. Кожата съдържа множество серозни жлези, които отделят секрета си върху външната повърхност, поради което носното огледало е винаги влажно и студено.
Носната кухина и синусите при кучето са покрити отвътре с лигавична мембрана, богато снабдена с кръвоносни съдове и покрита с подвижни власинки – цилии. Тази лигавица служи за защита срещу инфекции, като хваща и обвива в слуз бактерии и чужди дразнители и с помощта на цилиите ги изпраща към задната чест на гърлото, където се преглъщат или изкашлят. При дехидратация или излагане на студ активността на цилиите намалява, а слузестият слой изтънява. Това намалява защитните функции на лигавицата.
Инервацията на носната кухина на кучетата е силно развита, много повече, отколкото при другите животни. Също така обонятелният център, към който се свързват нервите в мозъка, е много по-развит. Всичко това обуславя силното обоняние на кучето – около 100 пъти по-силно развито, отколкото при човека. Влагата по върха на носа се произвежда от мукозни жлези в носната кухина. Носът на кучето нормално е студен и влажен, но може и да е топъл и сух в зависимост от активността, температурата и индивидуалната степен на хидратация.
При животни като слоновете носът представлява дълъг, мускулест орган (хобот), с който те си служат като с ръка.
В началото на носът при бозайниците (включително и при хората) е разположен специален сензор, наречен възел на Грюнеберг (на английски: Grüneberg ganglion). Той има около 300 – 500 клетки и служи за улавяне на феромоните, изпускани от други себеподобни видове при опасност. Улавянето на този сигнал за тревога предизвиква специфично поведение – обездвижване или бягство, за да се избяга от опасността или хищника, или атака, за да бъде защитена групата.

#### Китоподобни
При китоподобните бозайници носът е сведен само до чифт ноздри или до нечифтен носен отвор.
- Ноздрите при беззъбите китове, като например синият кит, са разположени на върха на главата.
- Носният отвор на зъбатите китове, като например кашалотът, е преобразуван в пръскало. Последното е разположено отпред на лявата страна на главата, поради което фонтанът е силно наклонен наляво и напред.[6]

Това разположение на носа върху главата прави по-удобно дишането по време на хранене и движение, като същевременно тялото е почти изцяло във водата. Когато китът изплува, той вдишва и издишва непосредствено едно след друго в разстояние на една-две секунди. Това означава, че под вода в дробовете на китовете има малко въздух. Но те поемат много по-дълбоко въздух от сухоземните бозайници. Докато с едно вдишване човек сменя само 15 на сто от въздуха в дробовете си, то при китът това отношение е 85 – 90 на сто.

### Птици
Поради силно развитите орбити носната кухина при птиците е много къса и тясна. Простира се между основата на човката и предната граница на орбитата. Всяка от тях започва със самостоятелен отвор в основата на човката. Отвън носните отвори са обхванати от пръстеновидна вроговена обвивка, около която се намират марки перца. Във вътрешността на носната празнина се намират по две конхи – дорзална и вентрална. Близо до носните отвори в кухината се отварят изводните канали на страничната носна жлеза (на латински: glandula orbitonasalis). При някои видове птици тя е закърняла. За разлика от бозайниците при птиците не са развити всички околоносни кухини. Единствено при тях е най-добре развит sinus infraorbitalis.

### Други животни
Ductus nasopalatinus е тесен чифтен носнонебцов канал, който лежи в дъното на предната част на носната кухина. Каналите започват с отвори, намиращи се в основата на вентралните носни ходове, преминават през стената на костното небце и се отварят отстрани на резцовата папила, като съединяват носната с устната кухина. Началото на левия и десния канал е свързано със съответния носно-ралников орган. Той е силно развит при нисшите животни. Макар и рудиментиран при повечето бозайници, каналът представлява тясна лигавична тръба, обхваната от хрущялна тръба или костна пластинка, разположена от двете страни на носната преграда в областта на вентралния ръб. При по-нисшите бозайници той служи за възприемане чрез сетивния си епителна мирисните дразнения в носната и устната кухина. Възприема и промените в атмосферното налягане.

## Ембрионално развитие на носната кухина
Заедно със залагането на устната кухина се залагат и двете обонятелни трапчинки, които са предшественици на носната кухина. Като минава през етапи на сливане с устната кухина и последващо разделяне след преобразуването на небцето, носната кухина приема окончателния си вид. Вътрешната повърхност изцяло е покрита с ектодермални клетки с развит наоколо мезенхим. Началната предна част на заложбата се оформя като носно преддверие. Средната и задната област дават дихателната област с оформящ се многореден ресничест епител и проприя със силно развита съдова мрежа. Дорзокаудалната част на носната кухина се превръща в обонятелна област като в епителната и повърхност се оформят три вида клетки. Клетките биват основни, опорни и обонятелни. Като продължение на заложбите на носната кухина към мезенхима в дълбочина се разрастват плътни епителни пъпки. На по-късен етап те се разклоняват и канализират. Това са заложбите на носните синуси.

## Физиологични особености при човека
Когато човек вдишва, по-голямата част от въздуха преминава през средния носов ход, а при издишване въздухът преминава през горния носов ход и покрай средната носова раковина. Средно човек вдишва около 15 – 20 пъти в минута, като при всяко вдишване през носната кухина преминава около 500 см3 въздух.

### Физиологични функции
Носната кухина има следните физиологични функции:
- Затопляне на вдишвания въздух – благодарение на количеството кръв, което изпълва пещеристите тела на носната лигавица.
- Овлажняване на вдишвания въздух – чрез изпаряване на секрета покриващ слузните жлези на лигавицата.
- Обезпрашаване на вдишвания въздух – извършва се от гъстите косми разположени в ноздрите.
- Обеззаразяване на вдишвания въздух – извършва се от покритата със слуз носна лигавица, имаща бактерицидни свойства.

Релефът на лигавицата на носната кухина е нагънат, което има важно значение за затопляне, овлажняване и пречистване на вдишания въздух.

### Обонятелна функция
Човешкото обоняние, което е по-слабо развито в сравнение с някои животни, е свързано както с определяне качеството и вкуса на храната, така и с определяне качеството на вдишания въздух. Това се постига благодарение на нервни клетки (периферни рецептори на обонянието), разположени в обонятелната област на носната кухина. При хранене летливите вещества с издишването идват в допир с обонятелния рецептор през хоаните. По този начин се определя качеството и вкусът на храната.

## Деформация на външния нос
Деформацията на външния нос може да бъде вродена или придобита в резултат на заболяване или травма.

### Видове деформации
Различават се следните видове деформации на носа:
- Седловиден нос – представлява силно хлътване на костния скелет на носа. Обикновено той се получава в резултат на травми, някои видове заболявания (като сифилис) или е наследствен белег.
- Гърбав (орлов) нос – обикновено е фамилна особеност.
- Крив нос – представлява изкривяването на носната преграда на носа. Може да се получи вследствие на травма, прекаран рахит, прилаган форцепс по време на раждането и др. Обикновено изкривяването е съпътствано с нарушено носно дишане, възпалителни процеси като хрема, синузити, възпаление на средното ухо и главоболие.

### Травматични повреди на носа
Поради особеното си положение носът е изложен на различни травматични повреди, причините за които могат да са:
- Удари с тъпи предмети. Това включва и падане върху носа. Подобни наранявания на външния нос могат да предизвикат счупвания на хрущялите и костите му, при което той може да хлътне в лицевата част на черепа. Това обикновено е съпроводено от счупване на черепната основа.
- Нараняване с остри предмети. Това включва също така и ухапвания от животни или хора. При тези наранявания се предизвикват разкъсвания или откъсване на части от носа, които причиняват значителни затруднения в дишането и обонянието. Нараняванията са придружени от силна болка и затова могат да предизвикат шок. Също така могат да бъдат засегнати околоносните кухини, големи кръвоносни съдове на лицето, мозъчните обвивки и мозъка, при което могат да настъпят животозастрашаващи кръвоизливи.

### Лечение
Лечението (или оправянето) на деформирания нос става чрез пластична операция, известна като ринопластика. Чрез нея могат да се намалят размерите на носа, да се промени формата на върха или мостчето, да се стеснят или разширят ноздрите, или да се промени ъгъла между носа и горната устна. Тази операция може да коригира вроден дефект или белег, или да облекчи до известна степен дишането.
Дефектът при седловидния нос се запълва с костна или хрущялна тъкан от други места на пациента, като тя се поставя на липсващото място и по този начин се доизгражда носната преграда.
Оперативното лечение при орловия нос се осъществява чрез сваляне на изпъкналата част (гърбицата) на носа, при което профилният контур на носната преграда се изравнява. Ако дължината на носа е голяма тя може да се регулира чрез скъсяване на носния връх.
При операцията на кривия нос носната преграда се отпрепарира от лигавицата и подлигавичната тъкан и се фиксира в правилно положение. Десетина дена след операцията новосформираният нос се имобилизира с една назална пластинка.

## Заболявания на носа
- Ринит
- Синуит